# Polino-Osîpenkove, Berezivka
Polino-Osîpenkove (în ucraineană Поліно-Осипенкове) este un sat în comuna Znameanka din raionul Berezivkaa, regiunea Odesa, Ucraina.

## Demografie
Componența lingvistică a localității Polino-Osîpenkove
     Ucraineană (95,48%)
     Rusă (2,26%)
     Română (1,98%)
     Alte limbi (0,28%)
Conform recensământului din 2001, majoritatea populației localității Polino-Osîpenkove era vorbitoare de ucraineană (95,48%), existând în minoritate și vorbitori de rusă (2,26%) și română (1,98%).